# Rodrigo y Gabriela
Pour les articles homonymes, voir Rodrigo y Gabriela (homonymie).
Rodrigo y Gabriela (souvent abrégé Rod y Gab) est un groupe musical de rock instrumental, aux influences métal, originaire de Mexico.
Le duo est composé de Rodrigo Sánchez (guitare solo) et de Gabriela Quintero (guitare rythmique).

## Histoire

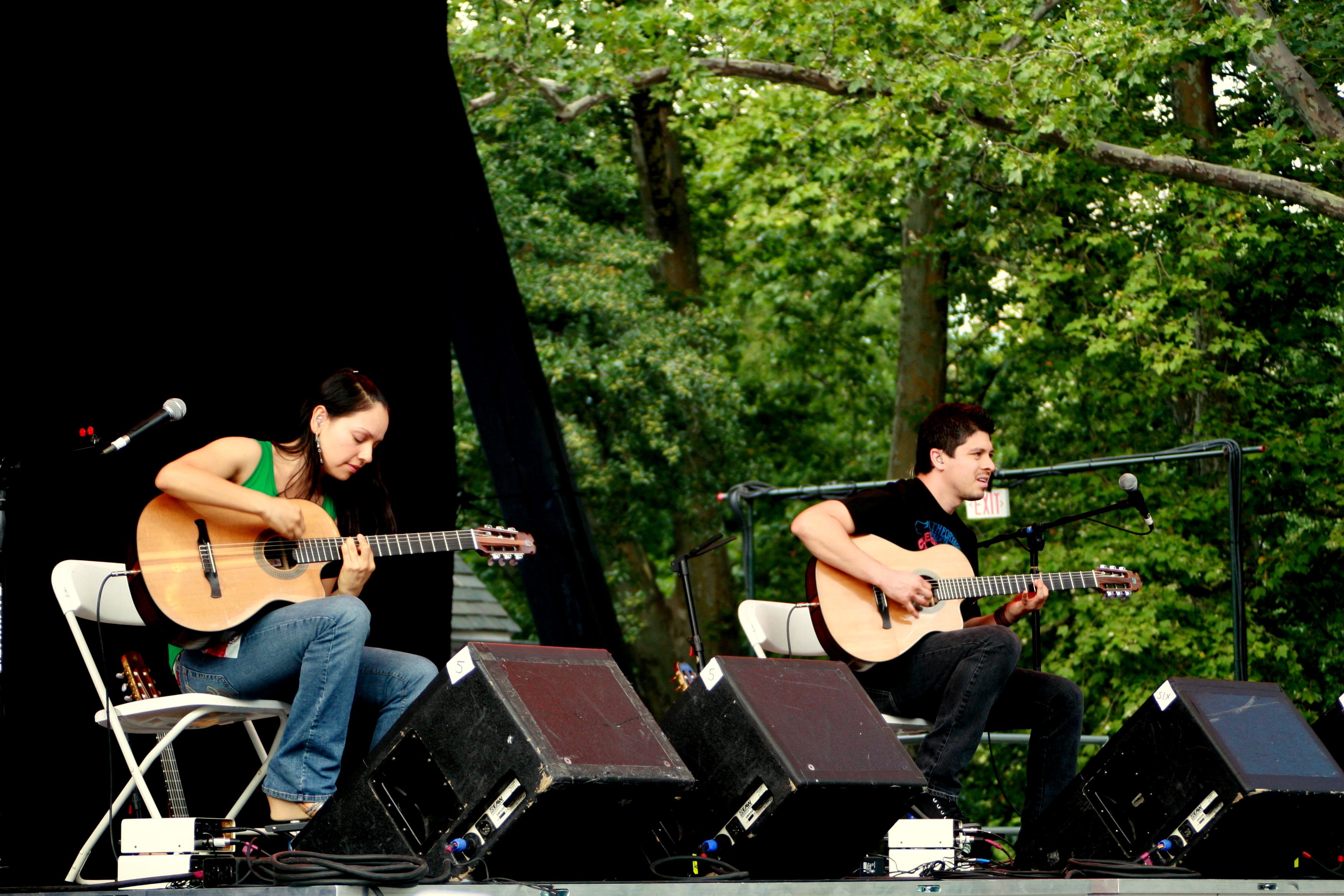
Rodrigo y Gabriela à Central Park le 1 juillet 2007.

Le duo, composé de Rodrigo Sánchez (guitare solo) et de Gabriela Quintero (guitare rythmique) est formé à Mexico, où les deux musiciens ont joué dans un groupe de thrash metal appelé Tierra Acida, anciennement Castlow
Ces deux spécialistes de la guitare classique opèrent leur mue à Dublin, où ils préparaient sans cesse de nouveaux morceaux. Leur album sorti en février 2006 est arrivé directement numéro un dans les charts irlandais.Depuis 2009, ils vivent de nouveau au Mexique.
En mai 2012, ils jouent devant les couples présidentiels américain et mexicain à la Maison-Blanche.
Il est notable que le groupe n'a pas de batteur : en effet, Gabriela emploie une technique de jeu qui lui permet de jouer les percussions sur le corps de sa guitare en même temps que la guitare rythmique, en alternant avec la main droite le grattage des cordes et les coups de percussions. En 2011, ils participent à la bande originale du film Pirates des Caraïbes : La Fontaine de Jouvence, en accompagnement sur les morceaux du compositeur Hans Zimmer. Ils participent aussi à la bande originale du film d'animation Le Chat potté sorti fin 2011, et sont présents dans la bande originale de la première saison de la série américaine Breaking Bad. 
Le groupe est connu mondialement aujourd'hui et a notamment réalisé une tournée mondiale en 2023, incluant une tournée supplémentaire nord-américaine en 2024.

## Discographie

### Albums studio
- 2001 : Foc
- 2002 : re-Foc
- 2006 : Rodrigo y Gabriela
- 2009 : 11:11
- 2012 : Area 52
- 2014 : 9 Dead Alive
- 2019 : Mettavolution
- 2023 : In Between Thoughts...A New World

### Albums live
- 2004 : Live: Manchester and Dublin
- 2008 : Live in Japan
- 2009 : Live at Ancienne Belgique
- 2011 : Live in France
- 2019 : Mettavolution - Live

### EP
- 2007 : Live Session
- 2021 : The Jazz EP